# В ожидании чуда (фильм, 1975)
«В ожидании чуда» — художественный фильм режиссёра Слободана Косовалича.

## Сюжет
Саша Шмагин, делающий успехи в математике, по совету своего учителя едет в Москву, чтобы показать решение интересной и сложной задачи учёным. С Сашей приключилось несколько неприятных моментов, пока он пытался добраться до профессоров. В итоге он попал под временную опеку семьи лейтенанта милиции. Попав на прием к доктору математических наук, Саша обнаруживает, что в его решении — грубая ошибка. Расстроенный Саша возвращается домой. Но в семье лейтенанта очень расстроена отъездом Саши его дочь Инна — ей очень понравился новый друг.
Саша выходит из вагона поезда на маленькой сибирской станции, и видит Инну…

## В ролях
- Сергей Петухов — Саша Шмагин
- Владимир Емельянов — учитель математики Николай Фомич
- Ольга Аникина — Инна Назарова
- Андрей Ростоцкий — Никита
- Геннадий Юхтин — отец Саши
- Светлана Немоляева — мать Саши
- Юрий Кузьменков — лейтенант Назаров
- Евгения Уралова — мама Инны
- Алексей Золотницкий — профессор-математик Жуков
- Нина Меньшикова — экскурсовод
- Маргарита Жарова — почтальон
- Борис Баташев — старик на вокзале

## Съёмочная группа
- Автор сценария: Иосиф Ольшанский, Нина Руднева
- Режиссёр: Слободан Косовалич
- Оператор: Виталий Гришин
- Художник: Александр Вагичев